# Eldy
Eldy es el primer software dedicado a los adultos mayores, también llamados de tercera edad, el cual es desarrollado por Eldy una organización europea sin fines de lucro. 

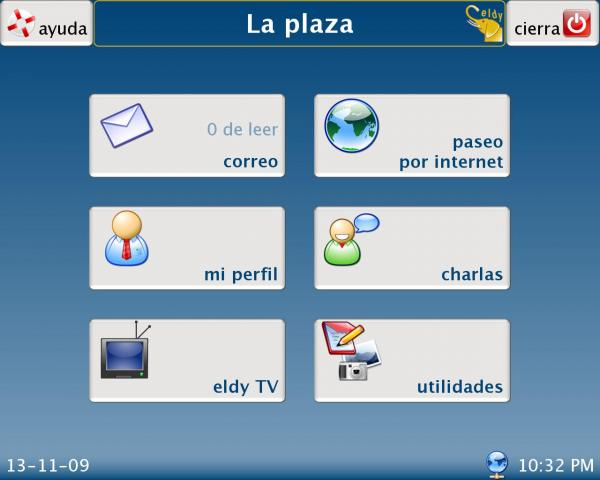
Pantalla principal Eldy.

Eldy es un software que convierte cualquier computadora personal o PC estándar en un equipo fácil de usar para las personas que nunca han usado una computadora antes, entregando accesibilidad web al usuario.
Proporciona a una interfaz fácil de utilizar con seis botones para correo electrónico, Internet, chat, videoconferencia, documentos, imágenes, Skype y más. 
Eldy permite a las personas mayores utilizar los computadores y disfrutar de la revolución de Internet, mediante un software que permite un fácil acceso a todas las funciones más importantes: el correo electrónico (cualquier cuenta POP3/IMAP), chat, navegación por Internet, el tiempo, editor de texto, videos y mucho más.
Puede descargar el programa para Windows, Linux o para un entorno multiusuario en Windows. El software es gratuito. Después de la instalación, es necesario tener acceso a internet de forma directa (no se puede utilizar a través de un servidor proxy) y se debe configurar el perfil del usuario que utilizará el software.
Compatibilidad: Windows ( XP, Vista, 7) , Mac (beta version), Linux